# 방은영
방은영(1982년 12월 17일 ~ ) 은 대한민국의 레이싱 모델이다. 소속팀은 서한퍼플모터스포트 레이싱팀이다.

## 경력

### 레이싱모델 경력
- 2005년~2012년 GSTAR 게임전모델
- 2005년~2012년 부산국제모터쇼 레이싱모델
- 2005년~2012년 서울국제모터쇼 레이싱모델
- 2006년~2011년 코리아 스쿠터 레이스 레이싱모델
- 2006년 ECSTA 타임트라이얼 레이싱모델
- 2007년 쉘 레이싱모델
- 2007년 씨케인 레이싱모델
- 2007년 K-1 히어로즈 대회 K-1걸즈
- 2008년 알스타즈 레이싱모델
- 2009년 TEAM 106 레이싱모델
- 2010년 아트라스비엑스 레이싱모델

### 방송 출연
- 2009.08.25~2009.12.15 EBS 원시가족뚜따패밀리
- 2014년 카트라이더 리그 시즌제로 서한퍼플모터스 팀 매니저

## 수상
- 2009년 2009 베스트 레이싱모델 씨박스상